# Holger Roed
Holger Peter Roed (født 2. november 1846 i København, død 20. februar 1874 på herregården Iselingen) var en dansk maler, søn af maleren Jørgen Roed.
Opvokset i et livligt kunstnerhjem og ligesom søsteren, Helene Nyblom, med en sprudlende begavelse som arv efter moderen trådte han med gode forkundskaber 1861 ind i Akademiets Skoler, blev 1862 elev af Modelskolen, vandt 1864 den mindre sølvmedalje og fik 1866 afgangsbevis som maler. I 1868 blev den mindre og i 1870 den store guldmedalje tilkendt ham, henholdsvis for Den fortabte Søn og for Optrin af Syndfloden. Begge er efter hans død skænket Akademiet og findes i udstillingsbygningens forhal. I 1870-72 var han derpå udenlands med Akademiets store rejsestipendium og opholdt sig fortrinsvis i Rom og Neapel. Foruden sine skolearbejder nåede han kun at få udstillet Udsigt fra Knippelsbro og Portræt af en ung Musiker. Men hans mapper var svulmende fulde af udkast og studier. Et ufuldendt større billede, «Et Jagtparti», gjorde faderen senere færdigt. Roed var tilsyneladende en livsglad og kraftig yngling og nød med friskhed og lyst sin udenlandsrejse, kun undertiden trykket af, at hans store modtagsomhed ligesom hæmmede hans frembringelsesevne. Mod slutningen af rejsen følte han sig syg, tog tidligere hjem end bestemt, forsøgte ved et landligt ophold at styrke sit helbred, men sygnede dog hen, indtil en underlivsbetændelse bortrev ham under et ophold på herregården Iselingen 20. februar 1874. Julius Lange satte ham et smukt minde i et lille skrift, der tjente som vejledning ved en udstilling af hans efterladte arbejder.